# Johnny Hansen (1966)
Johnny Anker Hansen (Odense, 11 de julho de 1966) é um ex-futebolista profissional dinamarquês que atuava como meia.

## Carreira
Johnny Hansen se profissionalizou no OB Odense.
Johnny Hansen integrou a Seleção Dinamarquesa de Futebol na Copa Rei Fahd de 1995.

## Títulos
Dinamarca
- Copa Rei Fahd de 1995